# Próchnilec długotrzonkowy

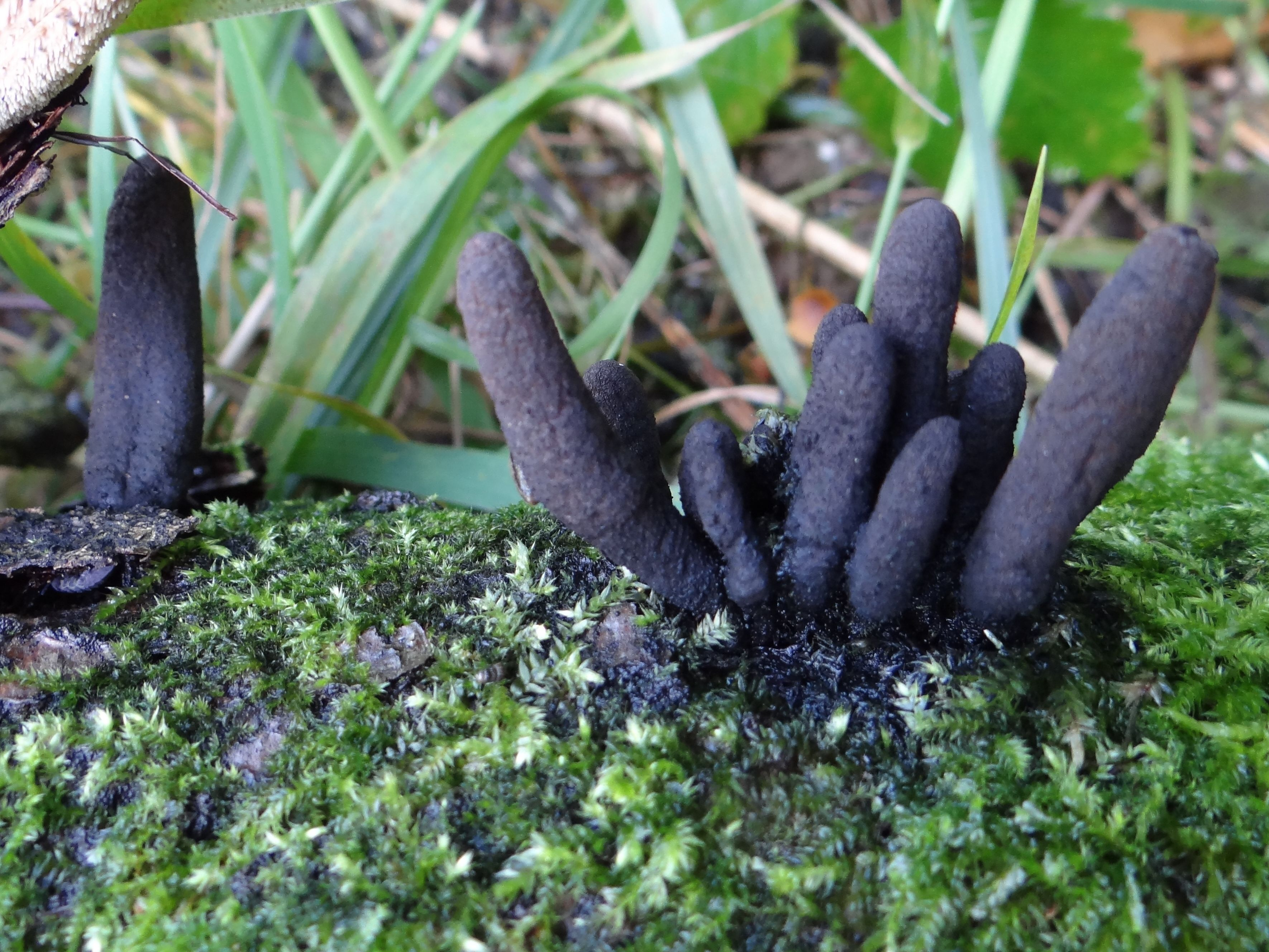

Próchnilec długotrzonkowy (Xylaria longipes Nitschke) – gatunek grzybów z rodziny próchnilcowatych (Xylariaceae). 

## Systematyka i nazewnictwo
Pozycja w klasyfikacji według Index Fungorum: Xylaria, Xylariaceae, Xylariales, Xylariomycetidae, Sordariomycetes, Pezizomycotina, Ascomycota, Fungi.
Niektóre synonimy naukowe:
- Xylaria longipes Nitschke, 1867, var. longipes
- Xylaria longipes var. tropica F.S.M. González & J.D. Rogers, 1989
- Xylosphaera longipes (Nitschke) Dennis, 1958

Nazwę polską podali Barbara Gumińska i Władysław Wojewoda. 

## Morfologia
Owocnikuje na wydłużonej, korkowatej podkładce. Podkładka ma wysokość 2–10 cm, grubość do 2 cm i kształt palcowaty lub nieco maczugowaty o zaokrąglonym końcu. Powierzchnia początkowo szarobrązowa, później coraz ciemniejsza, w końcu niemal czarna. Jest matowa i pokryta drobnymi brodawkami, a u dojrzałych okazów jest szorstka, gdyż znajdują się na niej bardzo liczne i drobne otworki otoczni. Miąższ białawy, włóknisty, twardy, bez wyraźnego zapachu i smaku.
Zarodniki wrzecionowate ze spiralkami, gładkie, o rozmiarach 13–15 × 5–7 μm. 

## Występowanie i siedlisko
Występuje wyłącznie na półkuli północnej, głównie w Europie, Ameryce Północnej i Środkowej. W Azji znane są jego stanowiska tylko w Japonii. W Europie północna granica zasięgu biegnie przez Anglię i południowe krańce Półwyspu Skandynawskiego. 
Rośnie na martwym drewnie liściastym, na pniakach, pniach i gałęziach, głównie na klonach i bukach. Owocnikuje od wiosny do jesieni, podkładki wyrastają pojedynczo lub grupami.

## Znaczenie
Saprotrof powodujący miękką zgniliznę drewna.

## Gatunki podobne
Podobny jest próchnilec maczugowaty (Xylaria polymorpha), który ma bardziej masywne, nie tak wysmukłe podkładki, a zarodniki większe. Podobny jest też Xylaria digitata, ale ma bardziej pokrzywioną podkładkę, a koniec ostro zakończony.